# Cúp Nhà vua Tây Ban Nha 2024–25
Cúp Nhà vua Tây Ban Nha 2024–25 (Copa del Rey 2024–25, được gọi là Copa del Rey MAPFRE vì lý do tài trợ) là lần tổ chức thứ 123 của Copa del Rey (bao gồm cả 2 mùa giải có hai phiên bản đối thủ được tổ chức). Đội vô địch sẽ chắc chắn có một suất tham dự vòng đấu hạng UEFA Europa League 2025–26. Cả đội vô địch và đội á quân đều sẽ đủ điều kiện tham dự Siêu cúp Tây Ban Nha 2026 dành cho 4 đội.
Athletic Bilbao là nhà đương kim vô địch, đã đánh bại Mallorca trong trận chung kết của mùa giải trước, nhưng đã bị loại ở vòng 16 đội bởi Osasuna.
Trận chung kết sẽ được tổ chức tại La Cartuja ở Sevilla vào ngày 26 tháng 4 năm 2025.
Trên khắp Tây Ban Nha, thời gian diễn ra các trận đấu cho đến ngày 26 tháng 10 năm 2024 và từ ngày 30 tháng 3 năm 2025 là giờ CEST (UTC+2). Thời gian vào những ngày tạm thời ("mùa đông") là giờ CET (UTC+1). Các trận đấu diễn ra ở Quần đảo Canary sử dụng giờ WET (UTC±00:00).

## Lịch thi đấu và thể thức
Vào mùa hè năm 2023, RFEF đã công bố lịch thi đấu và xác nhận thể thức của mùa giải trước sẽ được giữ nguyên.
| Vòng          | Ngày bốc thăm | Ngày thi đấu       | Số trận | Số đội    | Chi tiết                                                                                                 |
| ------------- | ------------- | ------------------ | ------- | --------- | --- |
| Vòng sơ loại  | 16/9/2024     | 9/10/2024          | 10      | 120 → 110 | Các đội đối đầu nhau theo tiêu chí khoảng cách, trận đấu 1 lượt                                          |
| Vòng thứ nhất | 10/10/2024    | 29/10 – 26/11/2024 | 55      | 110 → 55  | Các đội hạng đấu thấp đối đầu với các đội La Liga tại sân nhà các đội hạng đấu thấp hơn, trận đấu 1 lượt |
| Vòng thứ hai  | 27/11/2024    | 3 – 5/12/2024      | 28      | 56 → 28   | Các đội hạng đấu thấp đối đầu với các đội La Liga tại sân nhà các đội hạng đấu thấp hơn, trận đấu 1 lượt |
| Vòng 32 đội   | 9/12/2024     | 3 – 7/1/2025       | 16      | 32 → 16   | Các đội hạng đấu thấp đối đầu với các đội La Liga tại sân nhà các đội hạng đấu thấp hơn, trận đấu 1 lượt |
| Vòng 16 đội   | 8/1/2025      | 14 – 16/1/2025     | 8       | 16 → 8    | Các đội hạng đấu thấp đối đầu với các đội La Liga tại sân nhà các đội hạng đấu thấp hơn, trận đấu 1 lượt |
| Tứ kết        | 20/1/2025     | 4 – 6/2/2025       | 4       | 8 → 4     | Các trận đấu diễn ra tại sân nhà của các đội ở hạng đấu thấp hơn, trận đấu 1 lượt                        |
| Bán kết       | 12/2/2025     | 26/2/2025          | 2       | 4 → 2     | Trận đấu 2 lượt                                                                                          |
| Bán kết       | 12/2/2025     | 2/4/2025           | 2       | 4 → 2     | Trận đấu 2 lượt                                                                                          |
| Chung kết     | 12/2/2025     | 26/4/2025          | 1       | 2 → 1     | Trận đấu 1 lượt tại sân vận động La Cartuja, Sevilla                                                     |

Ghi chú
- Các trận đấu có kết quả hòa sẽ được giải quyết trong hiệp phụ và nếu vẫn hòa thì sẽ đá luân lưu.

## Các đội tham dự
Các đội sau đây đủ điều kiện tham dự cuộc thi. Các đội dự bị không được phép tham gia.
| La Liga Tất cả 20 đội mùa giải 2023–24 | Segunda División Tất cả 21 đội không dự bị mùa giải 2023–24 | Primera Federación Năm đội không dự bị hàng đầu của mỗi bảng ở mùa giải 2023–24                                                 | Segunda Federación Năm đội không dự bị hàng đầu của năm bảng đấu ở mùa giải 2023–24 | Tercera Federación Các đội không dự bị xuất sắc nhất cùng 7 đội á quân không dự bị xuất sắc nhất của mỗi bảng trong số 18 bảng của mùa giải 2023–24 | Copa Federación Bốn đội vào bán kết Copa Federación de España 2024 | Regional leagues Các đội không thăng hạng xuất sắc nhất trong số 20 nhóm của hạng sáu ở mùa giải 2023–24 |
| - Alavés - Almería - Athletic BilbaoTH - Atlético Madrid - Barcelona - Cádiz - Celta - Getafe - Girona - Granada - Las Palmas - Mallorca - Osasuna - Rayo Vallecano - Real Betis - Real Madrid - Real Sociedad - Sevilla - Valencia - Villarreal | - Albacete - Alcorcón - Amorebieta - Andorra - Burgos - Cartagena - Eibar - Elche - Eldense - Espanyol - Huesca - Leganés - Levante - Mirandés - Oviedo - Racing Ferrol - Racing Santander - Sporting Gijón - Tenerife - Valladolid - Zaragoza | - Castellón - Ceuta - Córdoba - Cultural Leonesa - Deportivo La Coruña - Gimnàstic - Ibiza - Málaga - Ponferradina - Unionistas | - Águilas - Atlético Paso - Badalona Futur - Barakaldo - Barbastro - Cacereño - Estepona - Europa - Gimnástica Segoviana - Guijuelo - Hércules - Langreo - Lleida Esportiu - UD Logroñés - Marbella - Numancia - Orihuela - Ourense CF - Pontevedra - SS Reyes - Sant Andreu - Tudelano - Utebo - Yeclano - Zamora | - Alfaro - Ávila - Beasain - Bergantiños - Ciudad de Lucena - Conquense - Coria - Cortes - Cuarte - Don Benito - Ejea - Escobedo - Ibiza Islas Pitiusas - Jaén - Jove Español - Juventud Torremolinos - L'Hospitalet - Lanzarote - Laredo - Llanera - Minera - Móstoles URJC - Olot - Salamanca - Xerez | - Compostela - Las Rozas - Poblense - Extremadura                  | - Astur - Aurrerá de Vitoria - Baztán - Ceuta 6 de Junio - Chiclana - Dolorense - Gévora - Manises - Melilla CD - Ontiñena - Playas de Sotavento - Parla Escuela - Promesas EDF - San Pedro - San Tirso - Selaya - Sonseca - Sporting de Mahón - Vic - Villamuriel |

Ghi chú
1. 1 2 3 4  Athletic Bilbao, Barcelona, Mallorca và Real Madrid tham dự giải đấu ở vòng 32 đội với tư cách là những đội tham dự Siêu cúp Tây Ban Nha.
2. ↑  Deportivo La Coruña sẽ tham gia giải đấu ở vòng thứ hai với tư cách là nhà vô địch của Primera Federación 2023–24.
3. ↑  Fútbol Playa Badajoz đủ điều kiện tham gia cuộc thi với tư cách là nhà vô địch của Copa Extremadura vào tháng 6,[10] nhưng đã mất suất sau khi không đăng ký tham gia bất kỳ cuộc thi nào do nợ nần vào tháng 7.[11]

## Vòng sơ loại

### Bốc thăm
Các đội được chia thành bốn nhóm theo tiêu chí địa lý.
| Nhóm 1                                                                         | Nhóm 2                                        | Nhóm 3                                                                       | Nhóm 4                                                         |
| ------------------------------------------------------------------------------ | --------------------------------------------- | ---------------------------------------------------------------------------- | -------------------------------------------------------------- |
| - Astur - Aurrerá de Vitoria - Promesas EDF - San Tirso - Selaya - Villamuriel | - Baztán - Ontiñena - Sporting de Mahón - Vic | - Ceuta 6 de Junio - Chiclana - Dolorense - Manises - Melilla CD - San Pedro | - Gévora - Playas de Sotavento - Polideportivo Parla - Sonseca |

### Kết quả
| Đội nhà     | Tỷ số        | Đội khách           |
| ----------- | ------------ | ------------------- |
| San Tirso   | 1–1 (5–3 p)  | Selaya              |
| Sonseca     | 0–1 (s.h.p.) | Polideportivo Parla |
| Astur       | 2–0          | Promesas EDF        |
| Baztán      | 1–1 (2–4 p)  | Ontiñena            |
| San Pedro   | 4–2          | Ceuta 6 de Junio    |
| Villamuriel | 1–0          | Aurrerá de Vitoria  |
| Dolorense   | 1–3          | Manises             |
| Gévora      | 1–1 (4–2 p)  | Playas de Sotavento |
| Vic         | 4–0          | Sporting de Mahón   |
| Chiclana    | 4–0          | Melilla CD          |

### Các trận đấu
| San Tirso (6)                             | 1–1 (s.h.p.) | Selaya (6)                            |
| ----------------------------------------- | ------------ | ------------------------------------- |
| - Gómez 43'                               |              | - Tejero 7'                           |
| Loạt sút luân lưu                         |              |                                       |
| - Segade - Denis - Meijide - Vilas - Ares | 5–3          | - Jiménez - Verdú - Manuel - Revuelta |

---
| Sonseca (6) | 0–1 (s.h.p.) | Polideportivo Parla (6) |
| ----------- | ------------ | ----------------------- |
|             |              | - Greciano 100'         |

---
| Astur (6)           | 2–0 | Promesas EDF (6) |
| ------------------- | --- | ---------------- |
| - Iglesias 51', 83' |     |                  |

---
| Baztán (6)                              | 1–1 (s.h.p.) | Ontiñena (6)                   |
| --------------------------------------- | ------------ | ------------------------------ |
| - Goñi 36'                              |              | - Roses 11'                    |
| Loạt sút luân lưu                       |              |                                |
| - Osacar - Urrutia - Telletxea - Álvaro | 2–4          | - Llobet - Dani - Roda - Rubio |

---
| San Pedro (6)                                              | 4–2 | Ceuta 6 de Junio (6)        |
| ---------------------------------------------------------- | --- | --------------------------- |
| - González 23' - Carmona 26' - Basilio 90+2' - Oliva 90+9' |     | - Abdulah 35' - Abubakr 68' |

---
| Villamuriel (6) | 1–0 | Aurrerá de Vitoria (6) |
| --------------- | --- | ---------------------- |
| - Chemby 70'    |     |                        |

---
| Dolorense (8) | 1–3 | Manises (6)                                 |
| ------------- | --- | ------------------------------------------- |
| - Karachi 61' |     | - Trilles 41' - Cantero 55' - La Piedra 80' |

---
| Vic (6)                                            | 4–0 | Sporting de Mahón (6) |
| -------------------------------------------------- | --- | --------------------- |
| - Riera 2' - Bertrana 34' - Bellido 65' - Prat 84' |     |                       |

---
| Gévora (6)        | 1–1 (s.h.p.) | Playas de Sotavento (6) |
| ----------------- | ------------ | ----------------------- |
| - Adri 86'        |              | - Sosa 10'              |
| Loạt sút luân lưu |              |                         |
|                   | 4–2          |                         |

---
| Chiclana (6)                                              | 4–0 | Melilla CD (6) |
| --------------------------------------------------------- | --- | -------------- |
| - Caballero 34' - Guerrero 37' - Juanito 53' - Adrián 86' |     |                |

## Vòng thứ nhất
Vòng đầu tiên có sự tham gia của 110 trong số 115 đội đủ điều kiện, ngoại trừ bốn đội tham gia Siêu cúp Tây Ban Nha 2025 và nhà vô địch Primera RFEF. Mười đội chiến thắng từ vòng sơ loại trước đó được ghép đôi với mười đội từ La Liga. Bốn đội vào bán kết Copa Federación được ghép đôi với bốn đội khác từ La Liga, và hai đội La Liga cuối cùng được ghép đôi với hai đội từ Tercera RFEF. Sáu đội từ Tercera RFEF được ghép đôi với sáu đội từ Segunda División. Mười lăm đội từ Segunda RFEF được ghép đôi với mười lăm đội từ Segunda División. Sau đó, mười sáu đội từ Segunda RFEF được ghép đôi với mười sáu đội từ Primera RFEF. Cuối cùng, bốn đội từ Segunda RFEF được ghép đôi với nhau.
Tổng cộng có 55 trận đấu được diễn ra từ ngày 29 tháng 10 đến ngày 26 tháng 11 năm 2024.

### Bốc thăm
Lễ bốc thăm vòng thứ nhất được tổ chức vào ngày 10 tháng 10 năm 2024. Các đội được chia thành bảy nhóm.
| Nhóm 1 16 đội La Liga | Nhóm 2 21 đội Segunda División | Nhóm 3 16 đội Primera Federación | Nhóm 4 35 đội Segunda Federación | Nhóm 5 8 đội Tercera Federación                                                                 | Nhóm 6 4 đội đủ điều kiện thông qua Copa Federación | Nhóm 7 10 đội thắng vòng sơ loại                                                                             |
| - Alavés - Atlético Madrid - Celta Vigo - Espanyol - Getafe - Girona - Las Palmas - Leganés - Osasuna - Rayo Vallecano - Real Betis - Real Sociedad - Sevilla - Valencia - Valladolid - Villarreal | - Albacete - Almería - Burgos - Cádiz - Cartagena - Castellón - Córdoba - Eibar - Elche - Eldense - Granada - Huesca - Levante - Málaga - Mirandés - Oviedo - Racing Ferrol - Racing Santander - Sporting Gijón - Tenerife - Zaragoza | - Alcorcón - Amorebieta - Andorra - Barakaldo - Ceuta - Cultural Leonesa - Gimnàstic - Gimnástica Segoviana - Hércules - Ibiza - Marbella - Ourense CF - Ponferradina - Unionistas - Yeclano - Zamora | - Águilas - Alfaro - Atlético Paso - Ávila - Badalona Futur - Barbastro - Bergantiños - Cacereño - Conquense - Coria - Don Benito - Ejea - Escobedo - Estepona - Europa - Guijuelo - Ibiza Islas Pitiusas - Juventud Torremolinos - Langreo - Laredo - Llanera - Lleida Esportiu - UD Logroñés - Minera - Móstoles URJC - Numancia - Olot - Orihuela - Pontevedra - SS Reyes - Sant Andreu - Salamanca - Tudelano - Utebo - Xerez | - Beasain - Ciudad de Lucena - Cortes - Cuarte - Jaén - Jove Español - L'Hospitalet - Lanzarote | - Compostela - Extremadura - Las Rozas - Poblense   | - Astur - Chiclana - Gévora - Manises - Parla Escuela - Ontiñena - San Pedro - San Tirso - Vic - Villamuriel |

### Các trận đấu
| Compostela (4) | 0–1      | Alavés (1)           |
| -------------- | -------- | -------------------- |
|                | Chi tiết | - Q.Vidal 12' (l.n.) |

---
| Villamuriel (6) | 0–5      | Rayo Vallecano (1)                                                      |
| --------------- | -------- | ----------------------------------------------------------------------- |
|                 | Chi tiết | - Tomás 43' (ph.đ.) - Trejo 45' - Tomás 48' - Guardiola 68' - Eto'o 88' |

---
| Guijuelo (4)   | 1–2      | Ourense CF (3)               |
| -------------- | -------- | ---------------------------- |
| - F. Lopez 70' | Chi tiết | - Di Renzo 47' - Noriega 68' |

---
| Astur (6)   | 1–4      | Valladolid (1)                                                    |
| ----------- | -------- | ----------------------------------------------------------------- |
| - Toral 56' | Chi tiết | - Latasa 7' - S. Ramos 28' (l.n.) - K. Pérez 59' - Meseguer 90+2' |

---
| L'Hospitalet (5) | 1–5      | Zaragoza (2)                                                            |
| ---------------- | -------- | ----------------------------------------------------------------------- |
| - Jabbie 15'     | Chi tiết | - A. Marí 12' - Amador 45+1' - Monzon 76' - Pau Sans 78' - Adu Ares 84' |

---
| Lanzarote (5)           | 3–4      | Racing Santander (2)                                           |
| ----------------------- | -------- | -------------------------------------------------------------- |
| - Fuentes 42', 78', 81' | Chi tiết | - Karrikaburu 32' - Z. Arana 39' - Arevalo 74' - S. Camara 76' |

---
| Poblense (5)   | 1–6      | Villarreal (1)                                                          |
| -------------- | -------- | ----------------------------------------------------------------------- |
| - Gonalons 67' | Chi tiết | - Terrats 10' - A. Pérez 27', 35', 44' - de la Torre 38' - P. Gueye 57' |

---
| Jaén (5) | 0–3      | Cádiz (2)                                           |
| -------- | -------- | --------------------------------------------------- |
|          | Chi tiết | - Sobrino 2' - Fernandez 68' (l.n.) - Ontiveros 69' |

---
| Europa (4)                   | 2–1      | Albacete (2)   |
| ---------------------------- | -------- | -------------- |
| - Neeskens 7' - Pimentel 68' | Chi tiết | - Morcillo 82' |

---
| Ciudad de Lucena (5) | 1–2      | Leganés (1)                      |
| -------------------- | -------- | -------------------------------- |
| - Agudo 45+1'        | Chi tiết | - El Haddadi 42' - Juan Cruz 50' |

---
| Ibiza Islas Pitiusas (4) | 1–2      | Gimnàstic (3)            |
| ------------------------ | -------- | ------------------------ |
| - Bengoetxea 88'         | Chi tiết | - Sanz 10' - Jiménez 23' |

---
| Las Rozas (5) | 0–3      | Sevilla (1)                              |
| ------------- | -------- | ---------------------------------------- |
|               | Chi tiết | - Méndez 40' (l.n.) - Iheanacho 61', 79' |

---
| Olot (4)                                 | 1–1 (s.h.p.) | Córdoba (2)                                       |
| ---------------------------------------- | ------------ | ------------------------------------------------- |
| - Peñalver 76'                           | Chi tiết     | - Soonsup-Bell 26'                                |
| Loạt sút luân lưu                        |              |                                                   |
| - Manzano - Costa - Terma - Moreno - Mas | 4–3          | - Albarrán - Theo Zidane - Yoldi - Casas - Jacobo |

---
| Beasain (5) | 0–1      | Cartagena (2) |
| ----------- | -------- | ------------- |
|             | Chi tiết | - Muñoz 90'   |

---
| Bergantiños (4) | 1–2      | Marbella (3)                        |
| --------------- | -------- | ----------------------------------- |
| - Ouhdadi 64'   | Chi tiết | - Alberto Soto 16' - Dorian Jr. 23' |

---
| Langreo (4)         | 1–2 (s.h.p.) | Orihuela (4)               |
| ------------------- | ------------ | -------------------------- |
| - Silva 73' (ph.đ.) | Chi tiết     | - Chuli 87' - Miranda 111' |

---
| Móstoles URJC (4)        | 2–5      | Burgos (2)                                                        |
| ------------------------ | -------- | ----------------------------------------------------------------- |
| - García 25' - López 70' | Chi tiết | - González 32' - Arroyo 34' - Sancris 50' - Niño 51' - Miguel 66' |

---
| Badalona Futur (4) | 0–2      | Huesca (2)                           |
| ------------------ | -------- | ------------------------------------ |
|                    | Chi tiết | - Unzueta 23' (ph.đ.) - Bejarano 64' |

---
| Cortes (5) | 0–2      | Granada (2)                       |
| ---------- | -------- | --------------------------------- |
|            | Chi tiết | - Weissman 31' - Salas 68' (l.n.) |

---
| Escobedo (4)                                         | 0–0 (s.h.p.) | Ponferradina (3)                                |
| ---------------------------------------------------- | ------------ | ----------------------------------------------- |
|                                                      | Chi tiết     |                                                 |
| Loạt sút luân lưu                                    |              |                                                 |
| - Fontán - Villasana - Casar - Tresgallo - Fernández | 4–5          | - Esquerdo - Cortés - Andoni - Costa - Cabanzón |

---
| Juventud Torremolinos (4) | 1–2      | Zamora (3)                      |
| ------------------------- | -------- | ------------------------------- |
| - Altube 40' (l.n.)       | Chi tiết | - Campabadal 45+1' - Lucero 88' |

---
| Laredo (4) | 0–6      | Yeclano (3)                                                                |
| ---------- | -------- | -------------------------------------------------------------------------- |
|            | Chi tiết | - de Pedro 2' - Relu 27', 62' - Naranjo 38' - Senestrari 83' - Sanchís 86' |

---
| Lleida (4)    | 1–3      | Barakaldo (3)                     |
| ------------- | -------- | --------------------------------- |
| - Cortijo 69' | Chi tiết | - Revilla 38' - Santiago 65', 82' |

---
| Numancia (4) | 0–1      | Sporting Gijón (2) |
| ------------ | -------- | ------------------ |
|              | Chi tiết | - Oyón 61'         |

---
| Salamanca (4)  | 1–0      | Alcorcón (3) |
| -------------- | -------- | ------------ |
| - Caramelo 81' | Chi tiết |              |

---
| Sant Andreu (4)           | 2–1      | Mirandés (2)              |
| ------------------------- | -------- | ------------------------- |
| - Lucas 14' - Paredes 66' | Chi tiết | - Homenchenko 25' (ph.đ.) |

---
| UD Logroñés (4) | 1–0 (s.h.p.) | Eibar (2) |
| --------------- | ------------ | --------- |
| - Arnau 108'    | Chi tiết     |           |

---
| Utebo (4) | 0–4      | Unionistas (3)                         |
| --------- | -------- | -------------------------------------- |
|           | Chi tiết | - Rabadán 12', 15', 41' - Martínez 45' |

---
| Cacereño (4)                       | 2–1 (s.h.p.) | Gimnástica Segoviana (3) |
| ---------------------------------- | ------------ | ------------------------ |
| - Pérez 8' - Martínez 103' (ph.đ.) | Chi tiết     | - Manu 84'               |

---
| Conquense (4)   | 1–0      | Ibiza (3) |
| --------------- | -------- | --------- |
| - Caballero 68' | Chi tiết |           |

---
| Coria (4) | 0–3      | Elche (2)                               |
| --------- | -------- | --------------------------------------- |
|           | Chi tiết | - Gaspar 15' - Mourad 26' - Álvarez 82' |

---
| Extremadura (5) | 0–4      | Girona (1)                                  |
| --------------- | -------- | ------------------------------------------- |
|                 | Chi tiết | - Gil 12' - Miovski 58', 62' - Martínez 76' |

---
| SS Reyes (4) | 1–2      | Almería (2)        |
| ------------ | -------- | ------------------ |
| - Tito 22'   | Chi tiết | - Puigmal 39', 42' |

---
| San Pedro (6) | 1–5      | Celta Vigo (1)                                           |
| ------------- | -------- | -------------------------------------------------------- |
| - Carmona 15' | Chi tiết | - Alfon 4' - Durán 18' - Allende 41' - Douvikas 61', 83' |

---
| Águilas (4) | 0–1      | Castellón (2) |
| ----------- | -------- | ------------- |
|             | Chi tiết | - Marco 73'   |

---
| Atlético Paso (4) | 0–1      | Eldense (2)          |
| ----------------- | -------- | -------------------- |
|                   | Chi tiết | - Ropero 43' (ph.đ.) |

---
| Barbastro (4)                                 | 4–0      | Amorebieta (3) |
| --------------------------------------------- | -------- | -------------- |
| - de Mesa 55', 74' - Barrera 62', 69' (ph.đ.) | Chi tiết |                |

---
| San Tirso (6) | 0–4      | Espanyol (1)                          |
| ------------- | -------- | ------------------------------------- |
|               | Chi tiết | - Véliz 54', 86', 90+1' - Cardona 85' |

---
| Vic (6) | 0–2      | Atlético Madrid (1)        |
| ------- | -------- | -------------------------- |
|         | Chi tiết | - Alvarez 81' (ph.đ.), 89' |

---
| Ávila (4)                  | 0–0 (s.h.p.) | Oviedo (2)                    |
| -------------------------- | ------------ | ----------------------------- |
|                            | Chi tiết     |                               |
| Loạt sút luân lưu          |              |                               |
| - Martín - Carrión - Rivas | 3–0          | - Colombatto - Lemos - Moyano |

---
| Tudelano (4) | 0–5      | Minera (4)                                                           |
| ------------ | -------- | -------------------------------------------------------------------- |
|              | Chi tiết | - Pujante 12' - Britos 31' - Vera 57' - Perdomo 83' - Martínez 90+1' |

---
| Don Benito (4) | 1–2      | Andorra (3)               |
| -------------- | -------- | ------------------------- |
| - Tapia 16'    | Chi tiết | - Dione 7' - Clemente 78' |

---
| Alfaro (4) | 0–2 (s.h.p.) | Tenerife (2)                           |
| ---------- | ------------ | -------------------------------------- |
|            | Chi tiết     | - Sergio González 113' (ph.đ.), 120+1' |

---
| Cuarte (5)     | 1–3      | Racing Ferrol (2)                                        |
| -------------- | -------- | -------------------------------------------------------- |
| - Solbes 90+2' | Chi tiết | - Vallejo 8' (ph.đ.) - Jauregi 32' - Giménez 63' (ph.đ.) |

---
| Estepona (4)                              | 3–2 (s.h.p.) | Málaga (2)     |
| ----------------------------------------- | ------------ | -------------- |
| - Rubén Mesa 59' - Jorge 102' - Dago 116' | Chi tiết     | - Baturina 29' |

---
| Gévora (6)             | 1–6      | Real Betis (1)                                                             |
| ---------------------- | -------- | -------------------------------------------------------------------------- |
| - Juanma 90+1' (ph.đ.) | Chi tiết | - Altimira 6' - Diao 26' - Bakambu 28' - Juanmi 68' - Vitor Roque 79', 87' |

---
| Llanera (4) | 0–2 (s.h.p.) | Cultural Leonesa (3)      |
| ----------- | ------------ | ------------------------- |
|             | Chi tiết     | - Ian Martínez 101', 116' |

---
| Ontiñena (6) | 0–7      | Las Palmas (1)                                                    |
| ------------ | -------- | ----------------------------------------------------------------- |
|              | Chi tiết | - Mata 19', 68', 85', 88' - Cardona 74' - Herzog 77' - Fuster 90' |

---
| Chiclana (6) | 0–5      | Osasuna (1)                                                     |
| ------------ | -------- | --------------------------------------------------------------- |
|              | Chi tiết | - García 50', 80' - Benito 54' (ph.đ.) - Arnaiz 71' - Gómez 76' |

---
| Xerez (4) | 0–1      | Ceuta (3)   |
| --------- | -------- | ----------- |
|           | Chi tiết | - Aquino 8' |

---
| Ejea (4)        | 1–0      | Hércules (3) |
| --------------- | -------- | ------------ |
| - Puertolas 70' | Chi tiết |              |

---
| Pontevedra (4)                                           | 4–1      | Levante (2)   |
| -------------------------------------------------------- | -------- | ------------- |
| - Litri 24' - Fontán 57' - Castellano 90+1' - Pino 90+6' | Chi tiết | - Morales 72' |

---
| Jove Español (5) | 0–5      | Real Sociedad (1)                                                |
| ---------------- | -------- | ---------------------------------------------------------------- |
|                  | Chi tiết | - Barrenetxea 12', 15' - Gómez 38' - Magunazelaia 44' - Goti 78' |

---
| Parla Escuela (6) | 0–1      | Valencia (1) |
| ----------------- | -------- | ------------ |
|                   | Chi tiết | - Pepelu 20' |

---
| Manises (6) | 0–3      | Getafe (1)                      |
| ----------- | -------- | ------------------------------- |
|             | Chi tiết | - Yıldırım 32', 45' - Peter 42' |

Ghi chú
1. ↑  Villamuriel sẽ không tổ chức trận đấu tại sân vận động chính của họ là Rafael Vázquez Sedano, Villamuriel de Cerrato, vì sân này không đáp ứng được các yêu cầu về phát sóng.[24]
2. ↑  Lanzarote sẽ không tổ chức trận đấu trên sân vận động chính của họ là Ciudad Deportiva, Arrecife, vì sân này không đáp ứng được các yêu cầu về phát sóng.[25]
3. ↑  Cortes sẽ không tổ chức trận đấu tại sân vận động chính của họ là San Francisco Javier, Cortes, vì sân này không đáp ứng được các yêu cầu về phát sóng.[26]
4. ↑  Escobedo sẽ không tổ chức trận đấu tại sân vận động chính của họ là Eusebio Arce, Escobedo, vì sân này không đáp ứng được các yêu cầu về phát sóng.[27]
5. ↑  San Tirso sẽ không tổ chức trận đấu tại sân vận động chính của họ là O Monte, Abegondo, vì sân này không đáp ứng được các yêu cầu về phát sóng.[28]
6. ↑  Estepona sẽ không tổ chức trận đấu tại sân vận động chính của họ là Municipal Francisco Muñoz Pérez, Estepona, vì sân này không đáp ứng được các yêu cầu về phát sóng.[29]
7. ↑  Gévora sẽ không tổ chức trận đấu tại sân vận động chính của họ là Municipal de Gévora, Gévora, vì sân vận động này không đáp ứng được các yêu cầu về phát sóng.[30]
8. ↑  Llanera sẽ không tổ chức trận đấu tại sân vận động chính của họ là Pepe Quimarán, Llanera, vì sân này không đáp ứng được các yêu cầu về phát sóng.[31]
9. ↑  Ontiñena sẽ không tổ chức trận đấu tại sân vận động chính của họ là El Balsal, Ontiñena, vì sân này không đáp ứng được các yêu cầu về phát sóng.[32]
10. ↑  Jove Español sẽ không chơi trận đấu trên sân vận động chính của họ là Ciudad Deportiva, San Vicente del Raspeig, vì sân này không đáp ứng được các yêu cầu về phát sóng.[34]

## Vòng hai
Vòng thứ hai có sự tham gia của 56 đội, trong đó bốn đội tham dự Siêu cúp Tây Ban Nha 2025 được miễn. Nhà vô địch Primera RFEF, Deportivo La Coruña, tham gia vòng này. Mười bốn đội Segunda Federación được ghép đôi với mười bốn đội La Liga. Hai đội từ Primera Federación được ghép đôi với hai đội La Liga còn lại. Chín đội từ Primera Federación được ghép đôi với chín đội Segunda División. Sáu đội Segunda División còn lại được ghép đôi với nhau.
Tổng cộng có 28 trận đấu được diễn ra từ ngày 3 đến ngày 5 tháng 12 năm 2024.

### Bốc thăm
Lễ bốc thăm vòng hai được tổ chức vào ngày 27 tháng 11 năm 2024. Các đội được chia thành bốn nhóm.
| Nhóm 1 16 đội La Liga | Nhóm 2 15 đội Segunda División | Nhóm 3 11 đội Primera Federación | Nhóm 4 14 đội Segunda Federación |
| - Atlético Madrid - Alavés - Celta Vigo - Espanyol - Getafe - Girona - Las Palmas - Leganés - Osasuna - Rayo Vallecano - Real Betis - Real Sociedad - Sevilla - Valencia - Valladolid - Villarreal | - Almería - Burgos - Cádiz - Cartagena - Castellón - Deportivo La Coruña - Elche - Eldense - Granada - Huesca - Racing Ferrol - Racing Santander - Sporting Gijón - Tenerife - Zaragoza | - Andorra - Barakaldo - Ceuta - Cultural Leonesa - Gimnàstic - Marbella - Ourense CF - Ponferradina - Unionistas - Yeclano - Zamora | - Ávila - Barbastro - Cacereño - Conquense - Ejea - Estepona - Europa - UD Logroñés - Minera - Olot - Orihuela - Pontevedra - Salamanca - Sant Andreu |

### Các trận đấu
| Ávila (4)               | 2–4 (s.h.p.) | Valladolid (1)                              |
| ----------------------- | ------------ | ------------------------------------------- |
| - Adri Carrión 49', 54' | Chi tiết     | - Latasa 15' - Marcos André 73', 111', 119' |

---
| Yeclano (3) | 0–1      | Elche (2)   |
| ----------- | -------- | ----------- |
|             | Chi tiết | - Plano 70' |

---
| Barbastro (4)              | 2–0      | Espanyol (1) |
| -------------------------- | -------- | ------------ |
| - Barrera 55' (ph.đ.), 81' | Chi tiết |              |

---
| Salamanca (4) | 0–7      | Celta Vigo (1)                                                                                |
| ------------- | -------- | --------------------------------------------------------------------------------------------- |
|               | Chi tiết | - Swedberg 5' - Sotelo 36' (ph.đ.) - Durán 43' - Allende 65' - Domínguez 69' - López 78', 89' |

---
| Zaragoza (2)                                        | 2–2      | Granada (2)                                                |
| --------------------------------------------------- | -------- | ---------------------------------------------------------- |
| - Ares 18', 48'                                     | Chi tiết | - Weissman 42' - Clemente 45' (l.n.)                       |
| Loạt sút luân lưu                                   |          |                                                            |
| - Serrano - Calero - Luna - Clemente - Bare - Mañas | 4–5      | - Villar - Ruiz - Weissman - Zidane - Tsitaishvili - Rubio |

---
| Europa (4)    | 1–2      | Las Palmas (1)      |
| ------------- | -------- | ------------------- |
| - Mahicas 55' | Chi tiết | - McBurnie 48', 75' |

---
| Sant Andreu (4) | 1–3      | Real Betis (1)                              |
| --------------- | -------- | ------------------------------------------- |
| - Serrano 36'   | Chi tiết | - Ávila 26' - Bartra 79' - Ezzalzouli 90+6' |

---
| Unionistas (3)         | 2–3      | Rayo Vallecano (1)                   |
| ---------------------- | -------- | ------------------------------------ |
| - Martin 15' - Baz 19' | Chi tiết | - Trejo 36' - Díaz 54' - Embarba 84' |

---
| Gimnàstic (3) | 0–1      | Huesca (2)  |
| ------------- | -------- | ----------- |
|               | Chi tiết | - Muñoz 58' |

---
| Ourense CF (3) | 1–0      | Deportivo La Coruña (2) |
| -------------- | -------- | ----------------------- |
| - Sánchez 87'  | Chi tiết |                         |

---
| Cultural Leonesa (3) | 1–2      | Almería (2)                  |
| -------------------- | -------- | ---------------------------- |
| - Alba 18'           | Chi tiết | - Melamed 3' - Baptistão 84' |

---
| Cádiz (2) | 0–1      | Eldense (2)           |
| --------- | -------- | --------------------- |
|           | Chi tiết | - Chapela 82' (ph.đ.) |

---
| Racing Santander (2) | 1–0      | Sporting Gijón (2) |
| -------------------- | -------- | ------------------ |
| - Vicente 78'        | Chi tiết |                    |

---
| Zamora (3)                    | 0–0 (s.h.p.) | Tenerife (2)                            |
| ----------------------------- | ------------ | --------------------------------------- |
|                               | Chi tiết     |                                         |
| Loạt sút luân lưu             |              |                                         |
| - Ramos - Roni - Macho - Kike | 1–3          | - Romero - González - Manjam - Guerrero |

---
| UD Logroñés (4)                                     | 0–0 (s.h.p.) | Girona (1)                                       |
| --------------------------------------------------- | ------------ | ------------------------------------------------ |
|                                                     | Chi tiết     |                                                  |
| Loạt sút luân lưu                                   |              |                                                  |
| - Caballero - Madrazo - Agüero - Moreno - Iribarren | 4–3          | - Van de Beek - Ruiz - Danjuma - Juanpe - Stuani |

---
| Pontevedra (4) | 1–0      | Villarreal (1) |
| -------------- | -------- | -------------- |
| - Dalisson 87' | Chi tiết |                |

---
| Estepona (4)                                 | 2–2 (s.h.p.) | Leganés (1)                                         |
| -------------------------------------------- | ------------ | --------------------------------------------------- |
| - Mesa 25' - Orobio 60'                      | Chi tiết     | - El Haddadi 47' - Hernández 87'                    |
| Loạt sút luân lưu                            |              |                                                     |
| - H. Rodríguez - Dago - García - Goma - Caro | 4–5          | - O. Rodríguez - Tapia - García - El Haddadi - Cruz |

---
| Ejea (4)     | 1–3      | Valencia (1)                          |
| ------------ | -------- | ------------------------------------- |
| - Palmás 71' | Chi tiết | - Córdoba 49' - Gómez 63' - Mir 90+1' |

---
| Cacereño (4)   | 1–3      | Atlético Madrid (1)                                |
| -------------- | -------- | -------------------------------------------------- |
| - Merencio 30' | Chi tiết | - Lenglet 83' - Pérez 90+2' (l.n.) - Alvarez 90+6' |

---
| Ceuta (3)                  | 2–3      | Osasuna (1)                                         |
| -------------------------- | -------- | --------------------------------------------------- |
| - Redruello 41' - Díez 69' | Chi tiết | - Budimir 84' - García 87' - Redruello 90+3' (l.n.) |

---
| Orihuela (4)                    | 0–0 (s.h.p.) | Getafe (1)                    |
| ------------------------------- | ------------ | ----------------------------- |
|                                 | Chi tiết     |                               |
| Loạt sút luân lưu               |              |                               |
| - Isnaldo - Basterrechea - Goyo | 0–3          | - Milla - Santiago - Iglesias |

---
| Barakaldo (3) | 1—2      | Racing Ferrol (2)      |
| ------------- | -------- | ---------------------- |
| - Bilbao 19'  | Chi tiết | - Bebé 26' - Nacho 86' |

---
| Andorra (3) | 0–1      | Cartagena (2) |
| ----------- | -------- | ------------- |
|             | Chi tiết | - Ortuño 29'  |

---
| Marbella (3)    | 1–0      | Burgos (2) |
| --------------- | -------- | ---------- |
| - Álvarez 90+3' | Chi tiết |            |

---
| Ponferradina (3)                                        | 1–1 (s.h.p.) | Castellón (2)                                                   |
| ------------------------------------------------------- | ------------ | --------------------------------------------------------------- |
| - Costa 90+1'                                           | Chi tiết     | - Bosilj 45+1'                                                  |
| Loạt sút luân lưu                                       |              |                                                                 |
| - Esquerdo - Bustos - López - Costa - Abelenda - Cortés | 4–3          | - Suero - Sánchez - Jiménez - Moyita - Van den Belt - Seuntjens |

---
| Olot (4)      | 1–3      | Sevilla (1)                                        |
| ------------- | -------- | -------------------------------------------------- |
| - Ayala 90+1' | Chi tiết | - Montiel 22' (ph.đ.) - Juanlu 48' - Iheanacho 73' |

---
| Conquense (4) | 0–1 (s.h.p.) | Real Sociedad (1) |
| ------------- | ------------ | ----------------- |
|               | Chi tiết     | - Méndez 92'      |

---
| Minera (4)                      | 2–2 (s.h.p.) | Alavés (1)                             |
| ------------------------------- | ------------ | -------------------------------------- |
| - Mas 33' - Baradji 105+2'      | Chi tiết     | - Kike 60', 108' (ph.đ.)               |
| Loạt sút luân lưu               |              |                                        |
| - Britos - Sanchís - Vera - Mas | 4–2          | - Jordán - Abde - Protesoni - Conechny |

Ghi chú
1. ↑  Minera sẽ không tổ chức trận đấu tại sân vận động chính của họ là sân vận động thành phố Ángel Celdrán, Llano del Beal, vì sân này không đáp ứng được các yêu cầu về phát sóng.[36]

## Sơ đồ
|  | Vòng 32 đội              | Vòng 32 đội              | Vòng 32 đội              | Vòng 32 đội             |                        |                        | Vòng 16 đội            | Vòng 16 đội | Vòng 16 đội | Vòng 16 đội |  |  | Tứ kết | Tứ kết | Tứ kết | Tứ kết |  |  | Bán kết | Bán kết | Bán kết | Bán kết |  |  | Chung kết | Chung kết | Chung kết | Chung kết |
|  |                          |                          |                          |                         |                        |                        |                        |             |             |             |  |  |        |        |        |        |  |  |         |         |         |         |  |  |           |           |           |           |
|  |                          |                          |                          |                         |                        |                        |                        |             |             |             |  |  |        |        |        |        |  |  |         |         |         |         |  |  |           |           |           |           |
|  |                          |                          |                          |                         |                        |                        |                        |             |             |             |  |  |        |        |        |        |  |  |         |         |         |         |  |  |           |           |           |           |
|  | Ourense CF (3)           | Ourense CF (3)           | Ourense CF (3)           | 3                       |                        |                        |                        |             |             |             |  |  |        |        |        |        |  |  |         |         |         |         |  |  |           |           |           |           |
|  | Ourense CF (3)           | Ourense CF (3)           | Ourense CF (3)           | 3                       |                        |                        |                        |             |             |             |  |  |        |        |        |        |  |  |         |         |         |         |  |  |           |           |           |           |
|  | Valladolid (1)           | Valladolid (1)           | Valladolid (1)           | 2                       |                        |                        |                        |             |             |             |  |  |        |        |        |        |  |  |         |         |         |         |  |  |           |           |           |           |
|  | Valladolid (1)           | Valladolid (1)           | Valladolid (1)           | 2                       | Ourense CF (3)         | Ourense CF (3)         | Ourense CF (3)         | 0           |             |             |  |  |        |        |        |        |  |  |         |         |         |         |  |  |           |           |           |           |
|  |                          |                          |                          |                         | Ourense CF (3)         | Ourense CF (3)         | Ourense CF (3)         | 0           |             |             |  |  |        |        |        |        |  |  |         |         |         |         |  |  |           |           |           |           |
|  |                          | Valencia (1)             | Valencia (1)             | Valencia (1)            | 2                      |                        |                        |             |             |             |  |  |        |        |        |        |  |  |         |         |         |         |  |  |           |           |           |           |
|  | Eldense (2)              | Eldense (2)              | Eldense (2)              | Valencia (1)            | 2                      | 0                      |                        |             |             |             |  |  |        |        |        |        |  |  |         |         |         |         |  |  |           |           |           |           |
|  | Eldense (2)              | Eldense (2)              | Eldense (2)              |                         |                        |                        |                        |             |             |             |  |  |        |        |        |        |  |  |         |         |         |         |  |  |           |           |           |           |
|  | Valencia (1)             | Valencia (1)             | Valencia (1)             | 2                       |                        |                        |                        |             |             |             |  |  |        |        |        |        |  |  |         |         |         |         |  |  |           |           |           |           |
|  | Valencia (1)             | Valencia (1)             | Valencia (1)             | 2                       | Valencia (1)           | Valencia (1)           | Valencia (1)           | 0           |             |             |  |  |        |        |        |        |  |  |         |         |         |         |  |  |           |           |           |           |
|  |                          |                          |                          |                         | Valencia (1)           | Valencia (1)           | Valencia (1)           | 0           |             |             |  |  |        |        |        |        |  |  |         |         |         |         |  |  |           |           |           |           |
|  |                          | Barcelona (1)            | Barcelona (1)            | Barcelona (1)           | 5                      |                        |                        |             |             |             |  |  |        |        |        |        |  |  |         |         |         |         |  |  |           |           |           |           |
|  | Barbastro (4)            | Barbastro (4)            | Barbastro (4)            | Barcelona (1)           | 5                      | 0                      |                        |             |             |             |  |  |        |        |        |        |  |  |         |         |         |         |  |  |           |           |           |           |
|  | Barbastro (4)            | Barbastro (4)            | Barbastro (4)            |                         |                        |                        |                        |             |             |             |  |  |        |        |        |        |  |  |         |         |         |         |  |  |           |           |           |           |
|  | Barcelona (1)            | Barcelona (1)            | Barcelona (1)            | 4                       |                        |                        |                        |             |             |             |  |  |        |        |        |        |  |  |         |         |         |         |  |  |           |           |           |           |
|  | Barcelona (1)            | Barcelona (1)            | Barcelona (1)            | 4                       | Barcelona (1)          | Barcelona (1)          | Barcelona (1)          | 5           |             |             |  |  |        |        |        |        |  |  |         |         |         |         |  |  |           |           |           |           |
|  |                          |                          |                          |                         | Barcelona (1)          | Barcelona (1)          | Barcelona (1)          | 5           |             |             |  |  |        |        |        |        |  |  |         |         |         |         |  |  |           |           |           |           |
|  |                          | Real Betis (1)           | Real Betis (1)           | Real Betis (1)          | 1                      |                        |                        |             |             |             |  |  |        |        |        |        |  |  |         |         |         |         |  |  |           |           |           |           |
|  | Huesca (2)               | Huesca (2)               | Huesca (2)               | Real Betis (1)          | 1                      | 0                      |                        |             |             |             |  |  |        |        |        |        |  |  |         |         |         |         |  |  |           |           |           |           |
|  | Huesca (2)               | Huesca (2)               | Huesca (2)               |                         |                        |                        |                        |             |             |             |  |  |        |        |        |        |  |  |         |         |         |         |  |  |           |           |           |           |
|  | Real Betis (1)           | Real Betis (1)           | Real Betis (1)           | 1                       |                        |                        |                        |             |             |             |  |  |        |        |        |        |  |  |         |         |         |         |  |  |           |           |           |           |
|  | Real Betis (1)           | Real Betis (1)           | Real Betis (1)           | 1                       | Barcelona (1)          | 4                      | 1                      | 5           |             |             |  |  |        |        |        |        |  |  |         |         |         |         |  |  |           |           |           |           |
|  |                          |                          |                          |                         | Barcelona (1)          | 4                      | 1                      | 5           |             |             |  |  |        |        |        |        |  |  |         |         |         |         |  |  |           |           |           |           |
|  |                          | Atlético Madrid (1)      | 4                        | 0                       | 4                      |                        |                        |             |             |             |  |  |        |        |        |        |  |  |         |         |         |         |  |  |           |           |           |           |
|  | Elche (2)                | Elche (2)                | Elche (2)                | 0                       | 4                      | 4                      |                        |             |             |             |  |  |        |        |        |        |  |  |         |         |         |         |  |  |           |           |           |           |
|  | Elche (2)                | Elche (2)                | Elche (2)                |                         |                        |                        |                        |             |             |             |  |  |        |        |        |        |  |  |         |         |         |         |  |  |           |           |           |           |
|  | Las Palmas (1)           | Las Palmas (1)           | Las Palmas (1)           | 0                       |                        |                        |                        |             |             |             |  |  |        |        |        |        |  |  |         |         |         |         |  |  |           |           |           |           |
|  | Las Palmas (1)           | Las Palmas (1)           | Las Palmas (1)           | 0                       | Elche (2)              | Elche (2)              | Elche (2)              | 0           |             |             |  |  |        |        |        |        |  |  |         |         |         |         |  |  |           |           |           |           |
|  |                          |                          |                          |                         | Elche (2)              | Elche (2)              | Elche (2)              | 0           |             |             |  |  |        |        |        |        |  |  |         |         |         |         |  |  |           |           |           |           |
|  |                          | Atlético Madrid (1)      | Atlético Madrid (1)      | Atlético Madrid (1)     | 4                      |                        |                        |             |             |             |  |  |        |        |        |        |  |  |         |         |         |         |  |  |           |           |           |           |
|  | Marbella (3)             | Marbella (3)             | Marbella (3)             | Atlético Madrid (1)     | 4                      | 0                      |                        |             |             |             |  |  |        |        |        |        |  |  |         |         |         |         |  |  |           |           |           |           |
|  | Marbella (3)             | Marbella (3)             | Marbella (3)             |                         |                        |                        |                        |             |             |             |  |  |        |        |        |        |  |  |         |         |         |         |  |  |           |           |           |           |
|  | Atlético Madrid (1)      | Atlético Madrid (1)      | Atlético Madrid (1)      | 1                       |                        |                        |                        |             |             |             |  |  |        |        |        |        |  |  |         |         |         |         |  |  |           |           |           |           |
|  | Atlético Madrid (1)      | Atlético Madrid (1)      | Atlético Madrid (1)      | 1                       | Atlético Madrid (1)    | Atlético Madrid (1)    | Atlético Madrid (1)    | 5           |             |             |  |  |        |        |        |        |  |  |         |         |         |         |  |  |           |           |           |           |
|  |                          |                          |                          |                         | Atlético Madrid (1)    | Atlético Madrid (1)    | Atlético Madrid (1)    | 5           |             |             |  |  |        |        |        |        |  |  |         |         |         |         |  |  |           |           |           |           |
|  |                          | Getafe (1)               | Getafe (1)               | Getafe (1)              | 0                      |                        |                        |             |             |             |  |  |        |        |        |        |  |  |         |         |         |         |  |  |           |           |           |           |
|  | Pontevedra (4)           | Pontevedra (4)           | Pontevedra (4)           | Getafe (1)              | 0                      | 3                      |                        |             |             |             |  |  |        |        |        |        |  |  |         |         |         |         |  |  |           |           |           |           |
|  | Pontevedra (4)           | Pontevedra (4)           | Pontevedra (4)           |                         |                        |                        |                        |             |             |             |  |  |        |        |        |        |  |  |         |         |         |         |  |  |           |           |           |           |
|  | Mallorca (1)             | Mallorca (1)             | Mallorca (1)             | 0                       |                        |                        |                        |             |             |             |  |  |        |        |        |        |  |  |         |         |         |         |  |  |           |           |           |           |
|  | Mallorca (1)             | Mallorca (1)             | Mallorca (1)             | 0                       | Pontevedra (4)         | Pontevedra (4)         | Pontevedra (4)         | 0           |             |             |  |  |        |        |        |        |  |  |         |         |         |         |  |  |           |           |           |           |
|  |                          |                          |                          |                         | Pontevedra (4)         | Pontevedra (4)         | Pontevedra (4)         | 0           |             |             |  |  |        |        |        |        |  |  |         |         |         |         |  |  |           |           |           |           |
|  |                          | Getafe (1)               | Getafe (1)               | Getafe (1)              | 1                      |                        |                        |             |             |             |  |  |        |        |        |        |  |  |         |         |         |         |  |  |           |           |           |           |
|  | Granada (2)              | Granada (2)              | Granada (2)              | Getafe (1)              | 1                      | 0                      |                        |             |             |             |  |  |        |        |        |        |  |  |         |         |         |         |  |  |           |           |           |           |
|  | Granada (2)              | Granada (2)              | Granada (2)              |                         |                        |                        |                        |             |             |             |  |  |        |        |        |        |  |  |         |         |         |         |  |  |           |           |           |           |
|  | Getafe (1) (s.h.p.)      | Getafe (1) (s.h.p.)      | Getafe (1) (s.h.p.)      | 1                       |                        |                        |                        |             |             |             |  |  |        |        |        |        |  |  |         |         |         |         |  |  |           |           |           |           |
|  | Getafe (1) (s.h.p.)      | Getafe (1) (s.h.p.)      | Getafe (1) (s.h.p.)      | 1                       | Barcelona (1) (s.h.p.) | Barcelona (1) (s.h.p.) | Barcelona (1) (s.h.p.) | 3           |             |             |  |  |        |        |        |        |  |  |         |         |         |         |  |  |           |           |           |           |
|  |                          |                          |                          |                         | Barcelona (1) (s.h.p.) | Barcelona (1) (s.h.p.) | Barcelona (1) (s.h.p.) | 3           |             |             |  |  |        |        |        |        |  |  |         |         |         |         |  |  |           |           |           |           |
|  |                          | Real Madrid (1)          | Real Madrid (1)          | Real Madrid (1)         | 2                      |                        |                        |             |             |             |  |  |        |        |        |        |  |  |         |         |         |         |  |  |           |           |           |           |
|  | Ponferradina (3)         | Ponferradina (3)         | Ponferradina (3)         | Real Madrid (1)         | 2                      | 0                      |                        |             |             |             |  |  |        |        |        |        |  |  |         |         |         |         |  |  |           |           |           |           |
|  | Ponferradina (3)         | Ponferradina (3)         | Ponferradina (3)         |                         |                        |                        |                        |             |             |             |  |  |        |        |        |        |  |  |         |         |         |         |  |  |           |           |           |           |
|  | Real Sociedad (1)        | Real Sociedad (1)        | Real Sociedad (1)        | 2                       |                        |                        |                        |             |             |             |  |  |        |        |        |        |  |  |         |         |         |         |  |  |           |           |           |           |
|  | Real Sociedad (1)        | Real Sociedad (1)        | Real Sociedad (1)        | 2                       | Real Sociedad (1)      | Real Sociedad (1)      | Real Sociedad (1)      | 3           |             |             |  |  |        |        |        |        |  |  |         |         |         |         |  |  |           |           |           |           |
|  |                          |                          |                          |                         | Real Sociedad (1)      | Real Sociedad (1)      | Real Sociedad (1)      | 3           |             |             |  |  |        |        |        |        |  |  |         |         |         |         |  |  |           |           |           |           |
|  |                          | Rayo Vallecano (1)       | Rayo Vallecano (1)       | Rayo Vallecano (1)      | 1                      |                        |                        |             |             |             |  |  |        |        |        |        |  |  |         |         |         |         |  |  |           |           |           |           |
|  | Racing Ferrol (2)        | Racing Ferrol (2)        | Racing Ferrol (2)        | Rayo Vallecano (1)      | 1                      | 1                      |                        |             |             |             |  |  |        |        |        |        |  |  |         |         |         |         |  |  |           |           |           |           |
|  | Racing Ferrol (2)        | Racing Ferrol (2)        | Racing Ferrol (2)        |                         |                        |                        |                        |             |             |             |  |  |        |        |        |        |  |  |         |         |         |         |  |  |           |           |           |           |
|  | Rayo Vallecano (1)       | Rayo Vallecano (1)       | Rayo Vallecano (1)       | 3                       |                        |                        |                        |             |             |             |  |  |        |        |        |        |  |  |         |         |         |         |  |  |           |           |           |           |
|  | Rayo Vallecano (1)       | Rayo Vallecano (1)       | Rayo Vallecano (1)       | 3                       | Real Sociedad (1)      | Real Sociedad (1)      | Real Sociedad (1)      | 2           |             |             |  |  |        |        |        |        |  |  |         |         |         |         |  |  |           |           |           |           |
|  |                          |                          |                          |                         | Real Sociedad (1)      | Real Sociedad (1)      | Real Sociedad (1)      | 2           |             |             |  |  |        |        |        |        |  |  |         |         |         |         |  |  |           |           |           |           |
|  |                          | Osasuna (1)              | Osasuna (1)              | Osasuna (1)             | 0                      |                        |                        |             |             |             |  |  |        |        |        |        |  |  |         |         |         |         |  |  |           |           |           |           |
|  | UD Logroñés (4) (s.h.p.) | UD Logroñés (4) (s.h.p.) | UD Logroñés (4) (s.h.p.) | Osasuna (1)             | 0                      | 0(3)                   |                        |             |             |             |  |  |        |        |        |        |  |  |         |         |         |         |  |  |           |           |           |           |
|  | UD Logroñés (4) (s.h.p.) | UD Logroñés (4) (s.h.p.) | UD Logroñés (4) (s.h.p.) |                         |                        |                        |                        |             |             |             |  |  |        |        |        |        |  |  |         |         |         |         |  |  |           |           |           |           |
|  | Athletic Bilbao (1) (p)  | Athletic Bilbao (1) (p)  | Athletic Bilbao (1) (p)  | 0(4)                    |                        |                        |                        |             |             |             |  |  |        |        |        |        |  |  |         |         |         |         |  |  |           |           |           |           |
|  | Athletic Bilbao (1) (p)  | Athletic Bilbao (1) (p)  | Athletic Bilbao (1) (p)  | 0(4)                    | Athletic Bilbao (1)    | Athletic Bilbao (1)    | Athletic Bilbao (1)    | 2           |             |             |  |  |        |        |        |        |  |  |         |         |         |         |  |  |           |           |           |           |
|  |                          |                          |                          |                         | Athletic Bilbao (1)    | Athletic Bilbao (1)    | Athletic Bilbao (1)    | 2           |             |             |  |  |        |        |        |        |  |  |         |         |         |         |  |  |           |           |           |           |
|  |                          | Osasuna (1)              | Osasuna (1)              | Osasuna (1)             | 3                      |                        |                        |             |             |             |  |  |        |        |        |        |  |  |         |         |         |         |  |  |           |           |           |           |
|  | Tenerife (2)             | Tenerife (2)             | Tenerife (2)             | Osasuna (1)             | 3                      | 1                      |                        |             |             |             |  |  |        |        |        |        |  |  |         |         |         |         |  |  |           |           |           |           |
|  | Tenerife (2)             | Tenerife (2)             | Tenerife (2)             |                         |                        |                        |                        |             |             |             |  |  |        |        |        |        |  |  |         |         |         |         |  |  |           |           |           |           |
|  | Osasuna (1)              | Osasuna (1)              | Osasuna (1)              | 2                       |                        |                        |                        |             |             |             |  |  |        |        |        |        |  |  |         |         |         |         |  |  |           |           |           |           |
|  | Osasuna (1)              | Osasuna (1)              | Osasuna (1)              | 2                       | Real Sociedad (1)      | 0                      | 4                      | 4           |             |             |  |  |        |        |        |        |  |  |         |         |         |         |  |  |           |           |           |           |
|  |                          |                          |                          |                         | Real Sociedad (1)      | 0                      | 4                      | 4           |             |             |  |  |        |        |        |        |  |  |         |         |         |         |  |  |           |           |           |           |
|  |                          | Real Madrid (1)(s.h.p.)  | 1                        | 4                       | 5                      |                        |                        |             |             |             |  |  |        |        |        |        |  |  |         |         |         |         |  |  |           |           |           |           |
|  | Almería (2)              | Almería (2)              | Almería (2)              | 4                       | 5                      | 4                      |                        |             |             |             |  |  |        |        |        |        |  |  |         |         |         |         |  |  |           |           |           |           |
|  | Almería (2)              | Almería (2)              | Almería (2)              |                         |                        |                        |                        |             |             |             |  |  |        |        |        |        |  |  |         |         |         |         |  |  |           |           |           |           |
|  | Sevilla (1)              | Sevilla (1)              | Sevilla (1)              | 1                       |                        |                        |                        |             |             |             |  |  |        |        |        |        |  |  |         |         |         |         |  |  |           |           |           |           |
|  | Sevilla (1)              | Sevilla (1)              | Sevilla (1)              | 1                       | Almería (2)            | Almería (2)            | Almería (2)            | 2           |             |             |  |  |        |        |        |        |  |  |         |         |         |         |  |  |           |           |           |           |
|  |                          |                          |                          |                         | Almería (2)            | Almería (2)            | Almería (2)            | 2           |             |             |  |  |        |        |        |        |  |  |         |         |         |         |  |  |           |           |           |           |
|  |                          | Leganés (1)              | Leganés (1)              | Leganés (1)             | 3                      |                        |                        |             |             |             |  |  |        |        |        |        |  |  |         |         |         |         |  |  |           |           |           |           |
|  | Cartagena (2)            | Cartagena (2)            | Cartagena (2)            | Leganés (1)             | 3                      | 1                      |                        |             |             |             |  |  |        |        |        |        |  |  |         |         |         |         |  |  |           |           |           |           |
|  | Cartagena (2)            | Cartagena (2)            | Cartagena (2)            |                         |                        |                        |                        |             |             |             |  |  |        |        |        |        |  |  |         |         |         |         |  |  |           |           |           |           |
|  | Leganés (1)              | Leganés (1)              | Leganés (1)              | 2                       |                        |                        |                        |             |             |             |  |  |        |        |        |        |  |  |         |         |         |         |  |  |           |           |           |           |
|  | Leganés (1)              | Leganés (1)              | Leganés (1)              | 2                       | Leganés (1)            | Leganés (1)            | Leganés (1)            | 2           |             |             |  |  |        |        |        |        |  |  |         |         |         |         |  |  |           |           |           |           |
|  |                          |                          |                          |                         | Leganés (1)            | Leganés (1)            | Leganés (1)            | 2           |             |             |  |  |        |        |        |        |  |  |         |         |         |         |  |  |           |           |           |           |
|  |                          | Real Madrid (1)          | Real Madrid (1)          | Real Madrid (1)         | 3                      |                        |                        |             |             |             |  |  |        |        |        |        |  |  |         |         |         |         |  |  |           |           |           |           |
|  | Minera (4)               | Minera (4)               | Minera (4)               | Real Madrid (1)         | 3                      | 0                      |                        |             |             |             |  |  |        |        |        |        |  |  |         |         |         |         |  |  |           |           |           |           |
|  | Minera (4)               | Minera (4)               | Minera (4)               |                         |                        |                        |                        |             |             |             |  |  |        |        |        |        |  |  |         |         |         |         |  |  |           |           |           |           |
|  | Real Madrid (1)          | Real Madrid (1)          | Real Madrid (1)          | 5                       |                        |                        |                        |             |             |             |  |  |        |        |        |        |  |  |         |         |         |         |  |  |           |           |           |           |
|  | Real Madrid (1)          | Real Madrid (1)          | Real Madrid (1)          | 5                       | Real Madrid (1)        | Real Madrid (1)        | Real Madrid (1)        | 5           |             |             |  |  |        |        |        |        |  |  |         |         |         |         |  |  |           |           |           |           |
|  |                          |                          |                          |                         | Real Madrid (1)        | Real Madrid (1)        | Real Madrid (1)        | 5           |             |             |  |  |        |        |        |        |  |  |         |         |         |         |  |  |           |           |           |           |
|  |                          | Celta Vigo (1) (s.h.p.)  | Celta Vigo (1) (s.h.p.)  | Celta Vigo (1) (s.h.p.) | 2                      |                        |                        |             |             |             |  |  |        |        |        |        |  |  |         |         |         |         |  |  |           |           |           |           |
|  | Racing Santander (2)     | Racing Santander (2)     | Racing Santander (2)     | Celta Vigo (1) (s.h.p.) | 2                      | 2                      |                        |             |             |             |  |  |        |        |        |        |  |  |         |         |         |         |  |  |           |           |           |           |
|  | Racing Santander (2)     | Racing Santander (2)     | Racing Santander (2)     |                         |                        |                        |                        |             |             |             |  |  |        |        |        |        |  |  |         |         |         |         |  |  |           |           |           |           |
|  | Celta Vigo (1)           | Celta Vigo (1)           | Celta Vigo (1)           | 3                       |                        |                        |                        |             |             |             |  |  |        |        |        |        |  |  |         |         |         |         |  |  |           |           |           |           |
|  | Celta Vigo (1)           | Celta Vigo (1)           | Celta Vigo (1)           | 3                       |                        |                        |                        |             |             |             |  |  |        |        |        |        |  |  |         |         |         |         |  |  |           |           |           |           |

## Vòng 32 đội

### Bốc thăm
Lễ bốc thăm vòng 32 đội được tổ chức vào ngày 9 tháng 12 năm 2024 tại trụ sở RFEF ở Las Rozas. Bốn đội tham dự Siêu cúp Tây Ban Nha 2025 sẽ được bốc thăm với các đội từ hạng thấp nhất. Các đội còn lại từ hạng thấp nhất sẽ đối đầu với các đội còn lại của La Liga. Các trận đấu sẽ được tổ chức tại sân vận động của các đội xếp hạng thấp hơn.
Tổng cộng có 16 trận đấu diễn ra từ ngày 3 đến ngày 7 tháng 1 năm 2025.
| Nhóm 1 4 đội tham dự Siêu cúp Tây Ban Nha 2025         | Nhóm 2 12 đội La Liga | Nhóm 3 9 đội Segunda División                                                                            | Nhóm 4 3 đội Primera Federación        | Nhóm 5 4 đội Segunda Federación                 |
| - Athletic Bilbao - Barcelona - Mallorca - Real Madrid | - Atlético Madrid - Celta Vigo - Getafe - Las Palmas - Leganés - Osasuna - Rayo Vallecano - Real Betis - Real Sociedad - Sevilla - Valencia - Valladolid | - Almería - Cartagena - Elche - Eldense - Granada - Huesca - Racing Ferrol - Racing Santander - Tenerife | - Marbella - Ourense CF - Ponferradina | - Barbastro - UD Logroñés - Minera - Pontevedra |

### Các trận đấu
| Racing Ferrol (2) | 1–3      | Rayo Vallecano (1)               |
| ----------------- | -------- | -------------------------------- |
| - Giménez 90+1'   | Chi tiết | - Espino 8' - De Frutos 32', 59' |

---
| Granada (2) | 0–1 (s.h.p.) | Getafe (1)    |
| ----------- | ------------ | ------------- |
|             | Chi tiết     | - Mayoral 93' |

---
| Pontevedra (4)                          | 3–0      | Mallorca (1) |
| --------------------------------------- | -------- | ------------ |
| - Dalisson 21' - Pino 49' - Sánchez 72' | Chi tiết |              |

---
| Huesca (2) | 0–1      | Real Betis (1) |
| ---------- | -------- | -------------- |
|            | Chi tiết | - Isco 38'     |

---
| Tenerife (2)    | 1–2      | Osasuna (1)                          |
| --------------- | -------- | ------------------------------------ |
| - José León 45' | Chi tiết | - Herrando 7' - José León 25' (l.n.) |

---
| Almería (2)                                        | 4–1      | Sevilla (1) |
| -------------------------------------------------- | -------- | ----------- |
| - Milovanović 49' - Suárez 54', 78', 90+6' (ph.đ.) | Chi tiết | - Romero 5' |

---
| Barbastro (4) | 0–4      | Barcelona (1)                                   |
| ------------- | -------- | ----------------------------------------------- |
|               | Chi tiết | - García 21' - Lewandowski 31', 47' - Torre 56' |

---
| Marbella (3) | 0–1      | Atlético Madrid (1) |
| ------------ | -------- | ------------------- |
|              | Chi tiết | - Griezmann 16'     |

---
| UD Logroñés (4)                                                             | 0–0 (s.h.p.) | Athletic Bilbao (1)                                                            |
| --------------------------------------------------------------------------- | ------------ | ------------------------------------------------------------------------------ |
|                                                                             | Chi tiết     |                                                                                |
| Loạt sút luân lưu                                                           |              |                                                                                |
| - Julen Monreal - Álex Gualda - Imanol Sarriegi - Juan Agüero - Eloy Moreno | 3–4          | - Daniel Vivian - Yuri Berchiche - Nico Williams - Álex Berenguer - Unai Gómez |

---
| Ourense CF (3)                          | 3–2      | Valladolid (1)           |
| --------------------------------------- | -------- | ------------------------ |
| - Noriega 17' - Ramos 32' - Sánchez 52' | Chi tiết | - Moro 15' - Amallah 24' |

---
| Elche (2)                                                     | 4–0      | Las Palmas (1) |
| ------------------------------------------------------------- | -------- | -------------- |
| - Mendoza 44' - Affengruber 56' - Salinas 61' - Fernández 71' | Chi tiết |                |

---
| Cartagena (2) | 1–2      | Leganés (1)            |
| ------------- | -------- | ---------------------- |
| - Muñoz 17'   | Chi tiết | - Munir 28' - Raba 51' |

---
| Ponferradina (3) | 0–2      | Real Sociedad (1)            |
| ---------------- | -------- | ---------------------------- |
|                  | Chi tiết | - Oyarzabal 54' - Méndez 69' |

---
| Racing Santander (2)               | 2–3      | Celta Vigo (1)                         |
| ---------------------------------- | -------- | -------------------------------------- |
| - Martín 8' - Rodríguez 70' (l.n.) | Chi tiết | - Alfon 20', 90+2' - Castro 86' (l.n.) |

---
| Minera (4) | 0–5      | Real Madrid (1)                                             |
| ---------- | -------- | ----------------------------------------------------------- |
|            | Chi tiết | - Valverde 5' - Camavinga 13' - Güler 28', 88' - Modrić 55' |

---
| Eldense (2) | 0–2      | Valencia (1)                       |
| ----------- | -------- | ---------------------------------- |
|             | Chi tiết | - Sergi Canós 9' - Diego López 39' |

Ghi chú
1. ↑  Marbella sẽ không tổ chức trận đấu tại sân vận động chính của họ là Dama de Noche, Marbella, vì sân này không đáp ứng được các yêu cầu về phát sóng.[37]
2. ↑  Minera sẽ không tổ chức trận đấu tại sân vận động chính của họ là Thành phố Ángel Celdrán, Llano del Beal, vì sân này không đáp ứng được các yêu cầu về phát sóng.[38]

## Vòng 16 đội

### Bốc thăm
Lễ bốc thăm vòng 16 đội được tổ chức vào ngày 8 tháng 1 năm 2025 tại trụ sở RFEF ở Las Rozas. Các đội đủ điều kiện sẽ được chia thành bốn bảng dựa trên hạng đấu của họ trong mùa giải 2024–25. Khi có thể, các trận đấu sẽ được tổ chức tại sân vận động của các đội xếp hạng thấp hơn, nếu không, đội đầu tiên được bốc thăm sẽ thi đấu trên sân nhà.
Tổng cộng có tám trận đấu sẽ diễn ra vào tháng 1 năm 2025.
| Nhóm 1 12 đội La Liga | Nhóm 2 2 đội Segunda División | Nhóm 3 1 đội Primera Federación | Nhóm 4 1 đội Segunda Federación |
| - Athletic Bilbao - Atlético Madrid - Barcelona - Celta Vigo - Getafe - Leganés - Osasuna - Real Madrid - Rayo Vallecano - Real Betis - Real Sociedad - Valencia | - Almería - Elche             | - Ourense CF                    | - Pontevedra                    |

### Các trận đấu
| Ourense CF (3) | 0–2      | Valencia (1)                     |
| -------------- | -------- | -------------------------------- |
|                | Chi tiết | - Carmona 50' (l.n.) - Sadiq 78' |

---
| Almería (2)               | 2–3      | Leganés (1)                                            |
| ------------------------- | -------- | ------------------------------------------------------ |
| - Suárez 38' - Lázaro 52' | Chi tiết | - Altimira 33' - De la Fuente 76' (ph.đ.) - García 86' |

---
| Pontevedra (4) | 0–1      | Getafe (1)     |
| -------------- | -------- | -------------- |
|                | Chi tiết | - Rodríguez 2' |

---
| Barcelona (1)                                                  | 5–1      | Real Betis (1)            |
| -------------------------------------------------------------- | -------- | ------------------------- |
| - Gavi 3' - Koundé 27' - Raphinha 58' - Torres 67' - Yamal 75' | Chi tiết | - Vitor Roque 84' (ph.đ.) |

---
| Elche (2) | 0–4      | Atlético Madrid (1)                                    |
| --------- | -------- | ------------------------------------------------------ |
|           | Chi tiết | - Sørloth 8', 29' (ph.đ.) - Riquelme 61' - Alvarez 75' |

---
| Real Sociedad (1)                              | 3–1      | Rayo Vallecano (1)    |
| ---------------------------------------------- | -------- | --------------------- |
| - Oyarzabal 23' - Olasagasti 45+1' - Gómez 79' | Chi tiết | - Trejo 45+7' (ph.đ.) |

---
| Athletic Bilbao (1)                 | 2–3      | Osasuna (1)                           |
| ----------------------------------- | -------- | ------------------------------------- |
| - N. Williams 45+3' - De Marcos 55' | Chi tiết | - Oroz 40' - Budimir 44' (ph.đ.), 70' |

---
| Real Madrid (1)                                                  | 5–2 (s.h.p.) | Celta Vigo (1)                     |
| ---------------------------------------------------------------- | ------------ | ---------------------------------- |
| - Mbappé 37' - Vinícius 48' - Endrick 108', 119' - Valverde 112' | Chi tiết     | - Bamba 83' - Alonso 90+1' (ph.đ.) |

Ghi chú

## Tứ kết

### Bốc thăm
Lễ bốc thăm vòng tứ kết được tổ chức vào ngày 20 tháng 1 năm 2025 tại trụ sở RFEF ở Las Rozas. Vì không còn đội nào từ các hạng đấu thấp hơn nên đội chủ nhà sẽ được xác định dựa trên sự may rủi của các lá thăm.
Tổng cộng có bốn trận đấu diễn ra từ ngày 4 đến ngày 6 tháng 2 năm 2025.
| Nhóm 1 8 đội La Liga                                                                                |
| - Atlético Madrid - Barcelona - Getafe - Leganés - Osasuna - Real Madrid - Real Sociedad - Valencia |

### Các trận đấu
| Atlético Madrid                                         | 5–0      | Getafe |
| ------------------------------------------------------- | -------- | ------ |
| - Simeone 8', 17' - Lino 42' - Correa 78' - Sørloth 86' | Chi tiết |        |

---
| Leganés                 | 2–3      | Real Madrid                                |
| ----------------------- | -------- | ------------------------------------------ |
| - Cruz 39' (ph.đ.), 59' | Chi tiết | - Modrić 18' - Endrick 25' - Gonzalo 90+3' |

---
| Real Sociedad                  | 2–0      | Osasuna |
| ------------------------------ | -------- | ------- |
| - Barrenetxea 21' - Méndez 31' | Chi tiết |         |

---
| Valencia | 0–5      | Barcelona                                     |
| -------- | -------- | --------------------------------------------- |
|          | Chi tiết | - Torres 3', 17', 30' - López 23' - Yamal 59' |

Ghi chú

## Bán kết

### Bốc thăm
Lễ bốc thăm vòng bán kết được tổ chức vào ngày 12 tháng 2 năm 2025 tại trụ sở RFEF ở Las Rozas.
Các trận lượt đi diễn ra vào ngày 25 và 26 tháng 2 còn các trận lượt về diễn ra vào ngày 1 và 2 tháng 4 năm 2025.
| Các đội đủ điều kiện 4 đội La Liga                          |
| - Atlético Madrid - Barcelona - Real Madrid - Real Sociedad |

### Bảng tóm tắt
| Đội 1             | TTS | Đội 2               | Lượt đi | Lượt về      |
| ----------------- | --- | ------------------- | ------- | ------------ |
| Barcelona (1)     | 5–4 | Atlético Madrid (1) | 4–4     | 1–0          |
| Real Sociedad (1) | 4–5 | Real Madrid (1)     | 0–1     | 4–4 (s.h.p.) |

### Các trận đấu
| Barcelona                                                  | 4–4      | Atlético Madrid                                            |
| ---------------------------------------------------------- | -------- | ---------------------------------------------------------- |
| - Pedri 19' - Cubarsí 21' - Martínez 41' - Lewandowski 74' | Chi tiết | - Alvarez 1' - Griezmann 6' - Llorente 84' - Sørloth 90+3' |

| Atlético Madrid | 0–1      | Barcelona    |
| --------------- | -------- | ------------ |
|                 | Chi tiết | - Torres 27' |

Barcelona thắng với tổng tỷ số 5–4.
| Real Sociedad | 0–1      | Real Madrid   |
| ------------- | -------- | ------------- |
|               | Chi tiết | - Endrick 19' |

| Real Madrid                                                    | 4–4 (s.h.p.) | Real Sociedad                                               |
| -------------------------------------------------------------- | ------------ | ----------------------------------------------------------- |
| - Endrick 30' - Bellingham 82' - Tchouaméni 86' - Rüdiger 115' | Chi tiết     | - Barrenetxea 16' - Alaba 72' (l.n.) - Oyarzabal 80', 90+3' |

Real Madrid thắng với tổng tỷ số 5–4.

## Chung kết
| Barcelona                              | 3–2 (s.h.p.) | Real Madrid                   |
| -------------------------------------- | ------------ | ----------------------------- |
| - Pedri 28' - Torres 84' - Koundé 116' | Chi tiết     | - Mbappé 70' - Tchouaméni 77' |

## Thống kê

### Ghi bàn hàng đầu
| Hạng | Cầu thủ           | Đội             | Bàn thắng |
| ---- | ----------------- | --------------- | --------- |
| 1    | Ferran Torres     | Barcelona       | 6         |
| 2    | Julián Álvarez    | Atlético Madrid | 5         |
| 2    | Endrick           | Real Madrid     | 5         |
| 4    | Ander Barrenetxea | Real Sociedad   | 4         |
| 4    | Barrera           | Barbastro       | 4         |
| 4    | Brais Méndez      | Real Sociedad   | 4         |
| 4    | Jaime Mata        | Las Palmas      | 4         |
| 4    | Mikel Oyarzabal   | Real Sociedad   | 4         |
| 4    | Alexander Sørloth | Atlético Madrid | 4         |
| 4    | Luis Suárez       | Almería         | 4         |
| 11   | 14 cầu thủ        | 14 cầu thủ      | 3         |